# Chinatown (Den Haag)
Den Haag Chinatown is de Chinese buurt van Den Haag. De buurt ligt gezien vanaf de Grote Marktstraat, direct achter het warenhuis De Bijenkorf. De centrale straat is de Wagenstraat, hier staan de twee Chinese poorten. In de wijk bevinden zich veel Chinese en enkele Aziatische winkels en restaurants.

## Geschiedenis
De buurt waar de huidige Chinese buurt van Den Haag ligt, was vroeger de Haagse Jodenbuurt. Na de Tweede Wereldoorlog stond de wijk grotendeels leeg en verpauperde. In de jaren zeventig van de 20ste eeuw besloot de gemeente de wijk op te knappen, vanaf dat moment vestigden zich meer en meer Chinezen in deze buurt.

## Festiviteiten
De Stichting Chinatown organiseert diverse feesten zoals het Chinees Maanfeest en Chinees Nieuwjaar. Het Chinees Nieuwjaar wordt uitbundig gevierd door middel van optredens in het stadhuis en een rode loper die de straten van Chinatown markeert. Het evenement trok in 2008-2010 jaarlijks ongeveer 20.000 bezoekers.

## Herinrichting

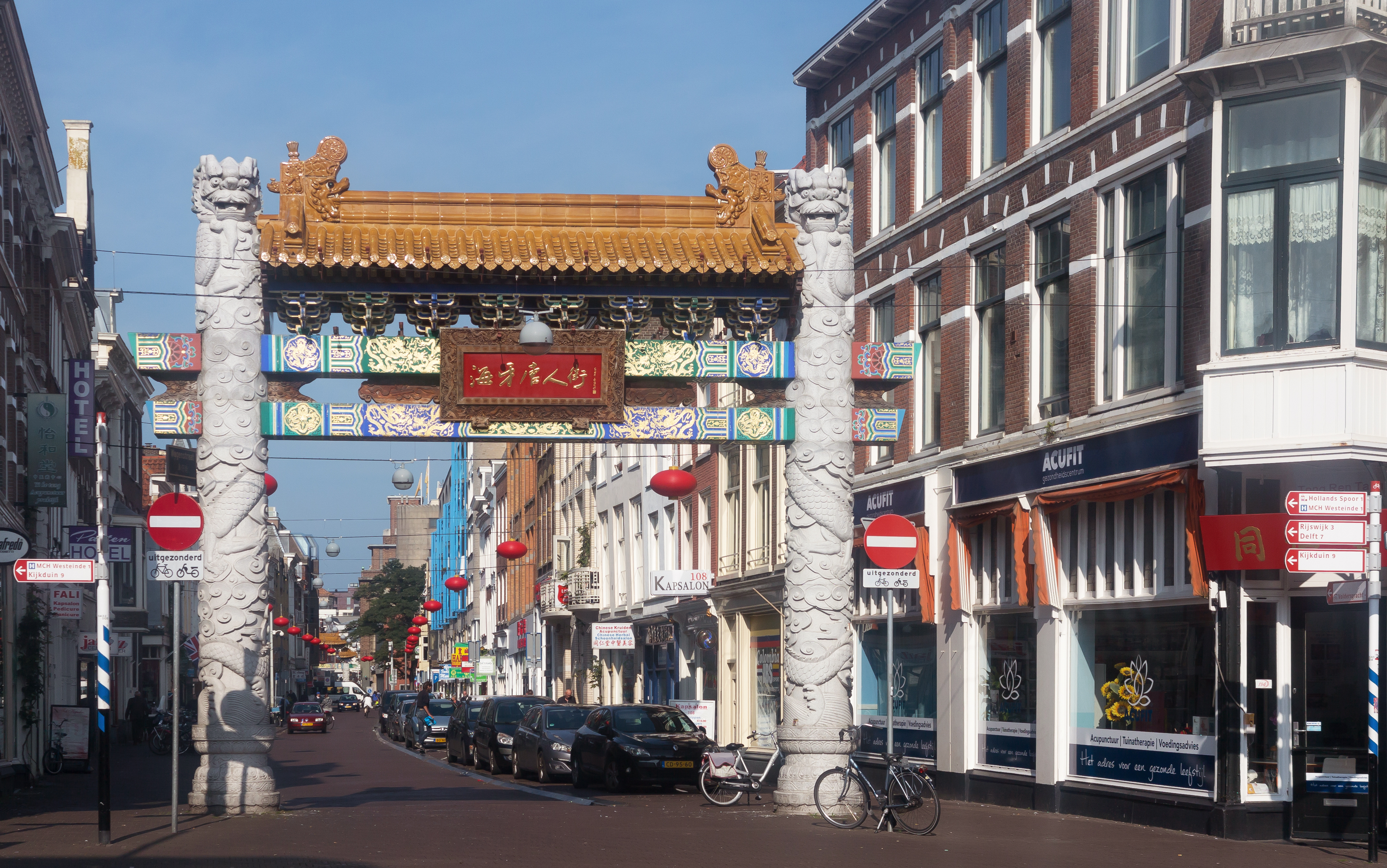
De Chinese Poort

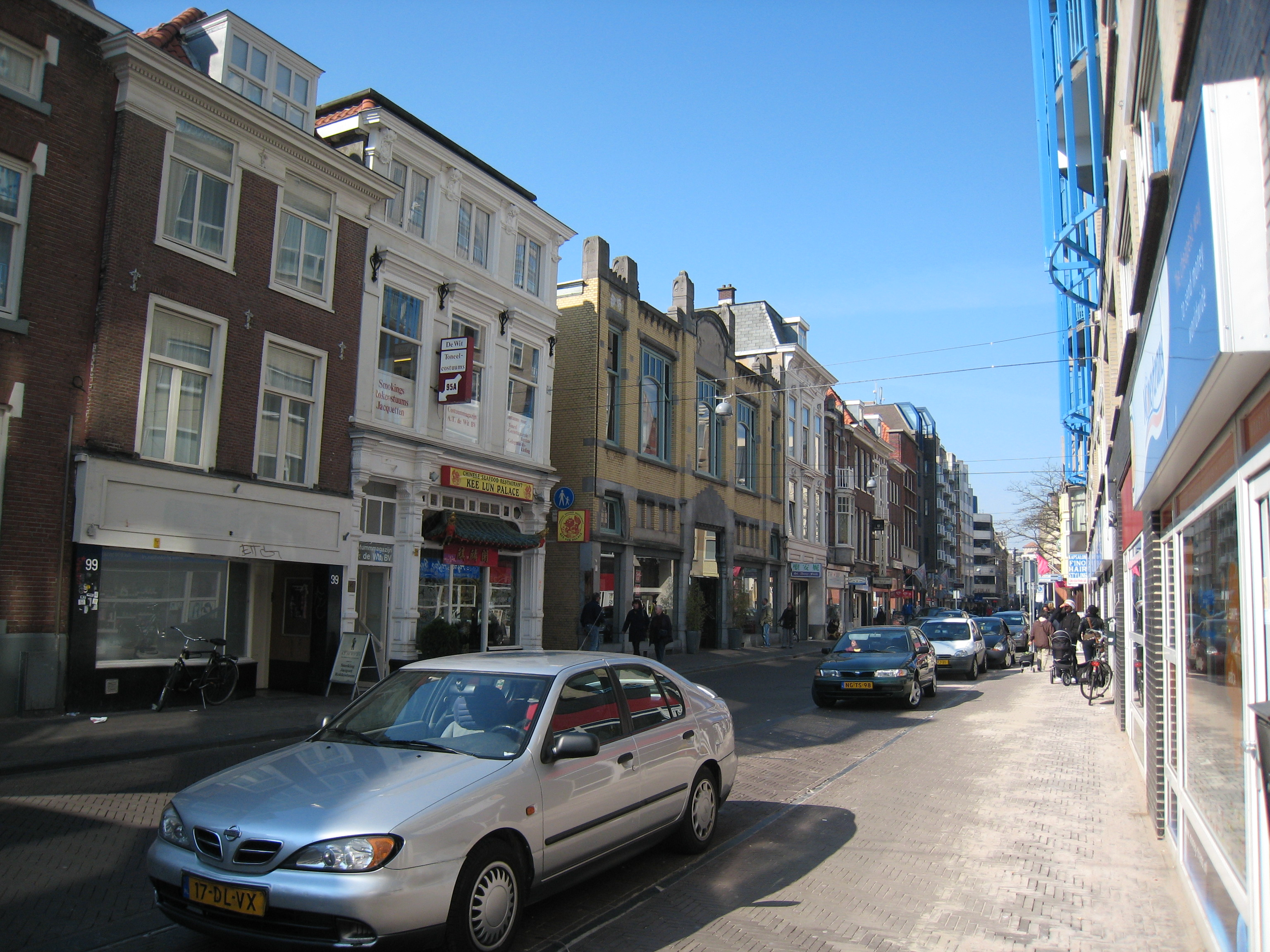
Wagenstraat

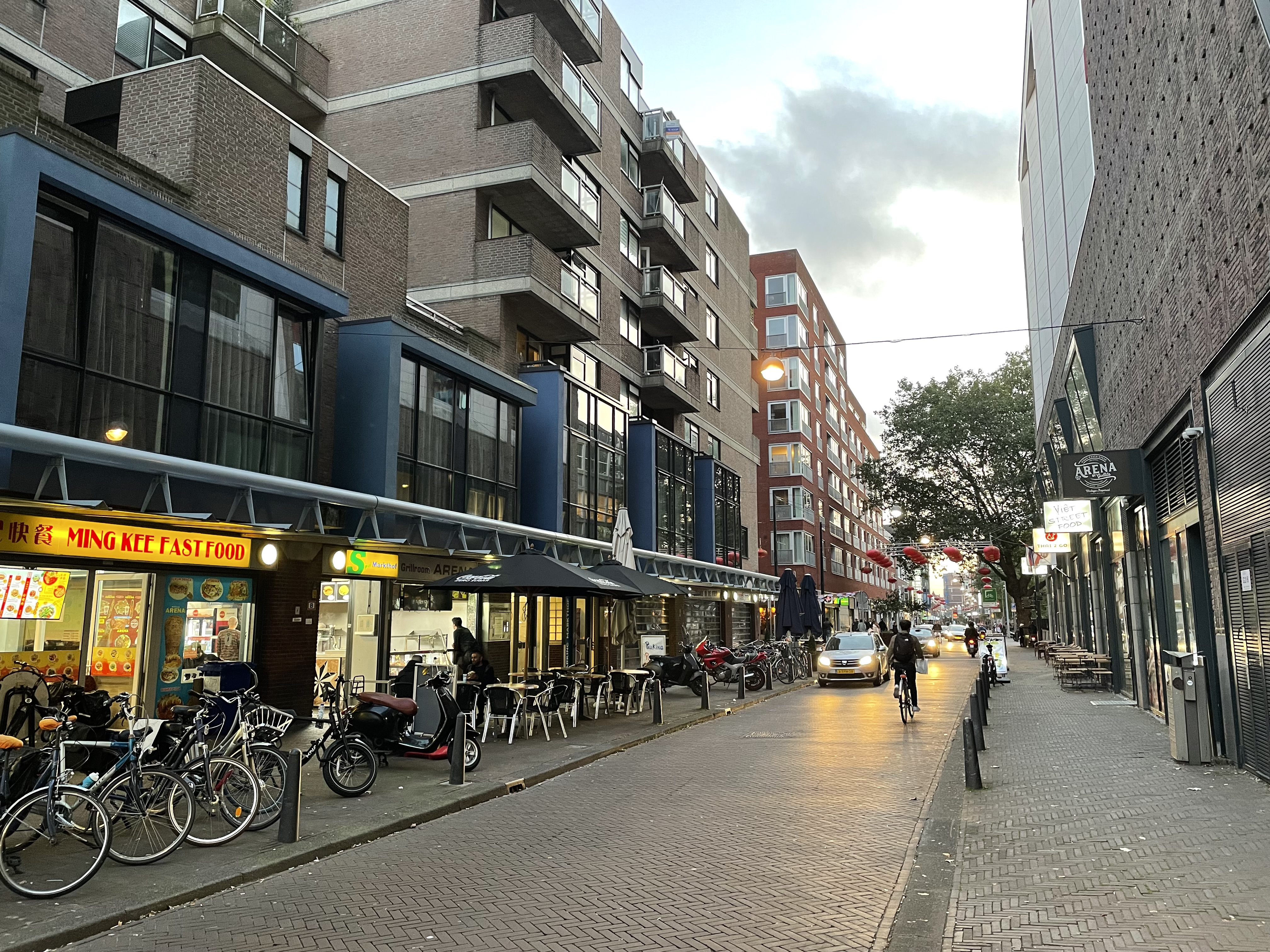
De Gedempte Gracht met Chinees restaurant en (in de verte) Chinese lampionnen (2023).

Op dinsdag 25 maart 2008 begon de herinrichting in de Wagenstraat, Gedempte Gracht en de Gedempte Burgwal. In de Gedempte Burgwal en de Gedempte Gracht komen baldakijnen met Chinese lampionnen. 

Eind 2008 zouden er twee Chinese poorten in de Wagenstraat komen; dit project werd uitgesteld en eind 2009 werden ze gerealiseerd. De poorten zijn gemaakt van originele Chinese bouwmaterialen. De hardstenen kolommen zijn voorzien van Chinese graveerkunst en het beschilderde dak is een houten opbouw van meer dan duizend onderdelen. Ook zijn er Chinese gezegden in een paar stoepranden gegraveerd.
Dit zijn deze gezegden:
1. De mens is van nature goed.
2. De ene generatie plant de boom, de andere geniet van de schaduw.
3. De weg waar over gesproken wordt is niet de juiste weg.

## Bezoekers Chinatown
Er komen duizenden bezoekers naar Chinatown om de poorten te bewonderen en het eten in de restaurants te proeven. Stichting City Mondial brengt wekelijks bezoekers naar de restaurants via wandelingen/tours.
De wijk werd in juni 2013 bezocht door koning Willem-Alexander en zijn vrouw Máxima als onderdeel van hun kennismakingstoer door Nederland in het jaar van de troonsbestijging van de koning.

## Straten in de Chinese buurt
- Spui (stuk straat tegenover het Spuiplein)
- Wagenstraat (車仔街)
- Gedempte Burgwal (塡平護城壕)
- Gedempte Gracht (塡平街[2])
- Bezemstraat
- Rabbijn Maarsenplein
- St. Jacobstraat (聖雅各街)
- Amsterdamse Veerkade
- Prinsegracht (stukje straat dat grenst aan de Grote Marktstraat)

## Tramlijnen
Het is moeilijk voorstelbaar, maar omdat er vroeger veel smalle straatjes en steegjes waren in het centrum, reden daar, bij gebrek aan betere wegen, "dus" ooit ook trams. De Gedempte Gracht was in 1877 de eerste, met paardentramlijn A. In 1906 ging de elektrische tramlijn 6 rijden. Richting Schilderswijk op enkelspoor via de smalle Gedempte Gracht, de smalle Gedempte Burgwal, de uiterst krappe Herderstraat, de nauwe Herderinnestraat en smalle Hoge Zand. Richting Centrum was er een omweg via Paviljoensgracht, Stille Veerkade, en Amsterdamse Veerkade. In de Wagenstraat lag er rails tussen Gedempte gracht en de Stationsweg, en zo verder naar Station HS. Vanaf 1905 reed hier de elektrische tramlijn 1. Vanaf 1919 kwam lijn 4 er bij, in 1920 lijn 9, en in 1926 lijn 8. Richting Spui reden zij via de Amsterdamse Veerkade. Bij de Boekhorststraat was een uiterst onoverzichtelijke kruising van tramlijn 6 met tramlijn 2. In 1926 gingen de trams via het Zieken rijden, en lijn 6 via de toen nieuwe Grote Marktstraat. Daarmee vervielen hun krappe routes.

## Foto's

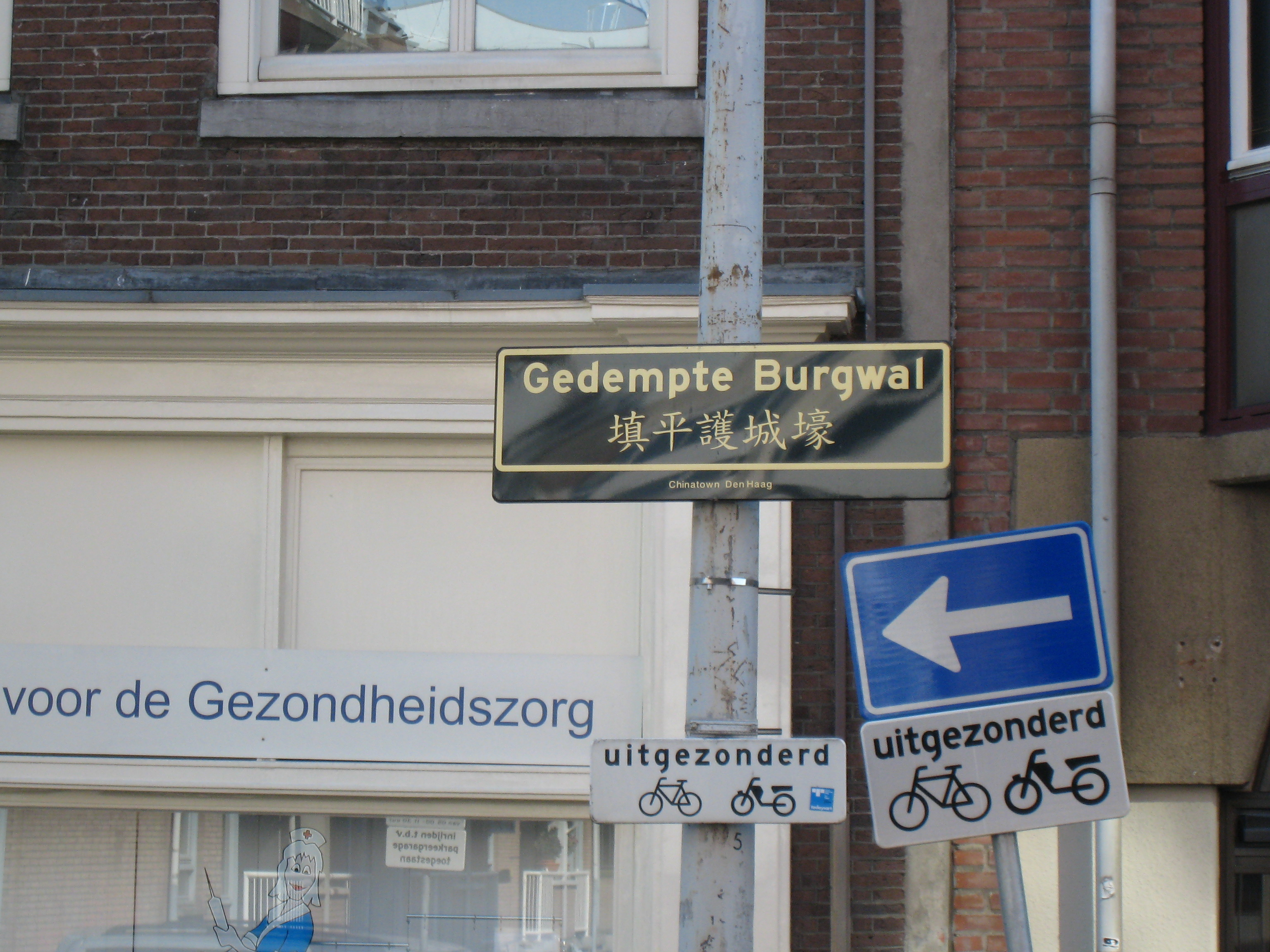
Straatnaambord met Traditioneel Chinees eronder
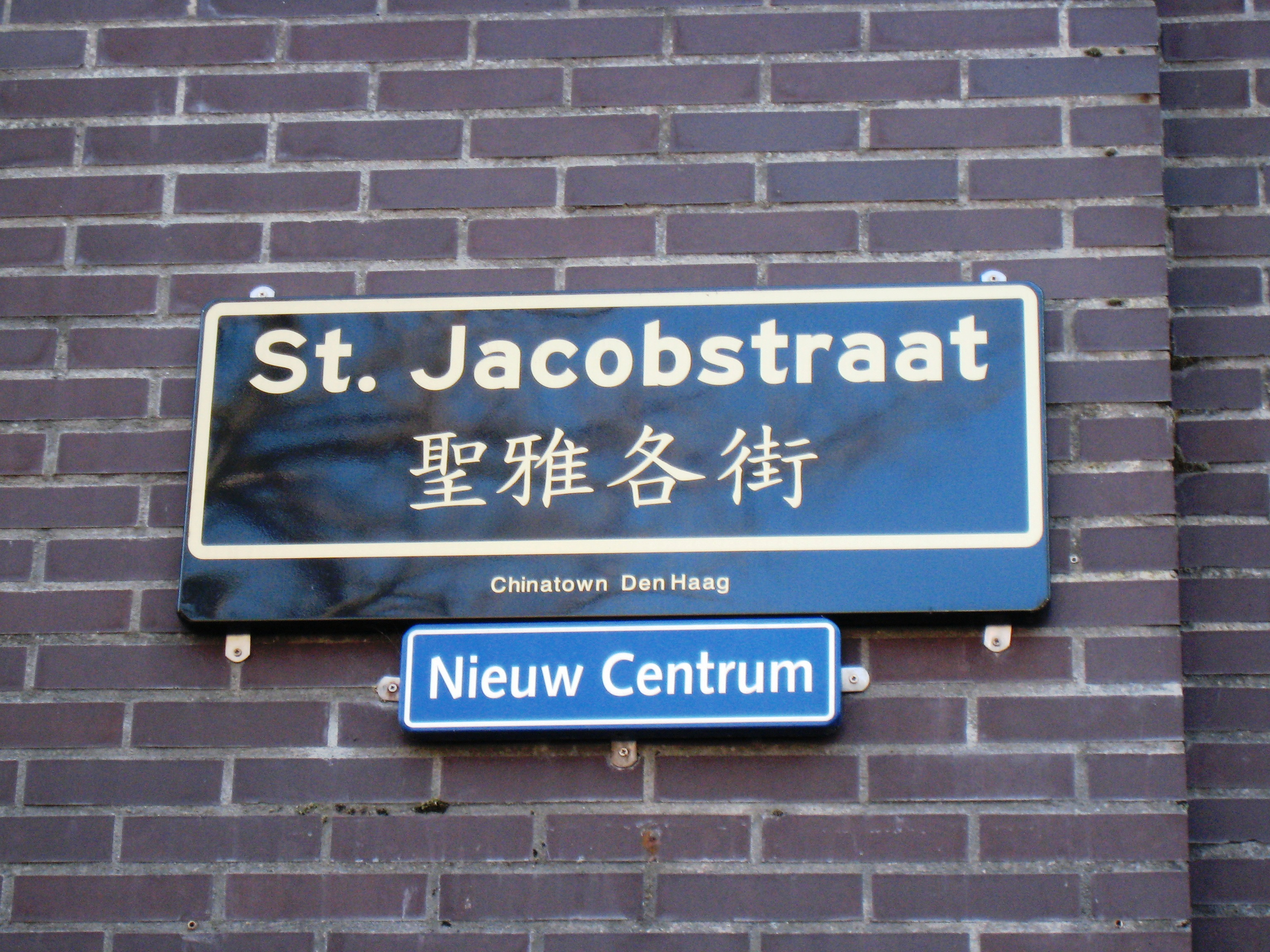
Straatnaambord met Traditioneel Chinees eronder
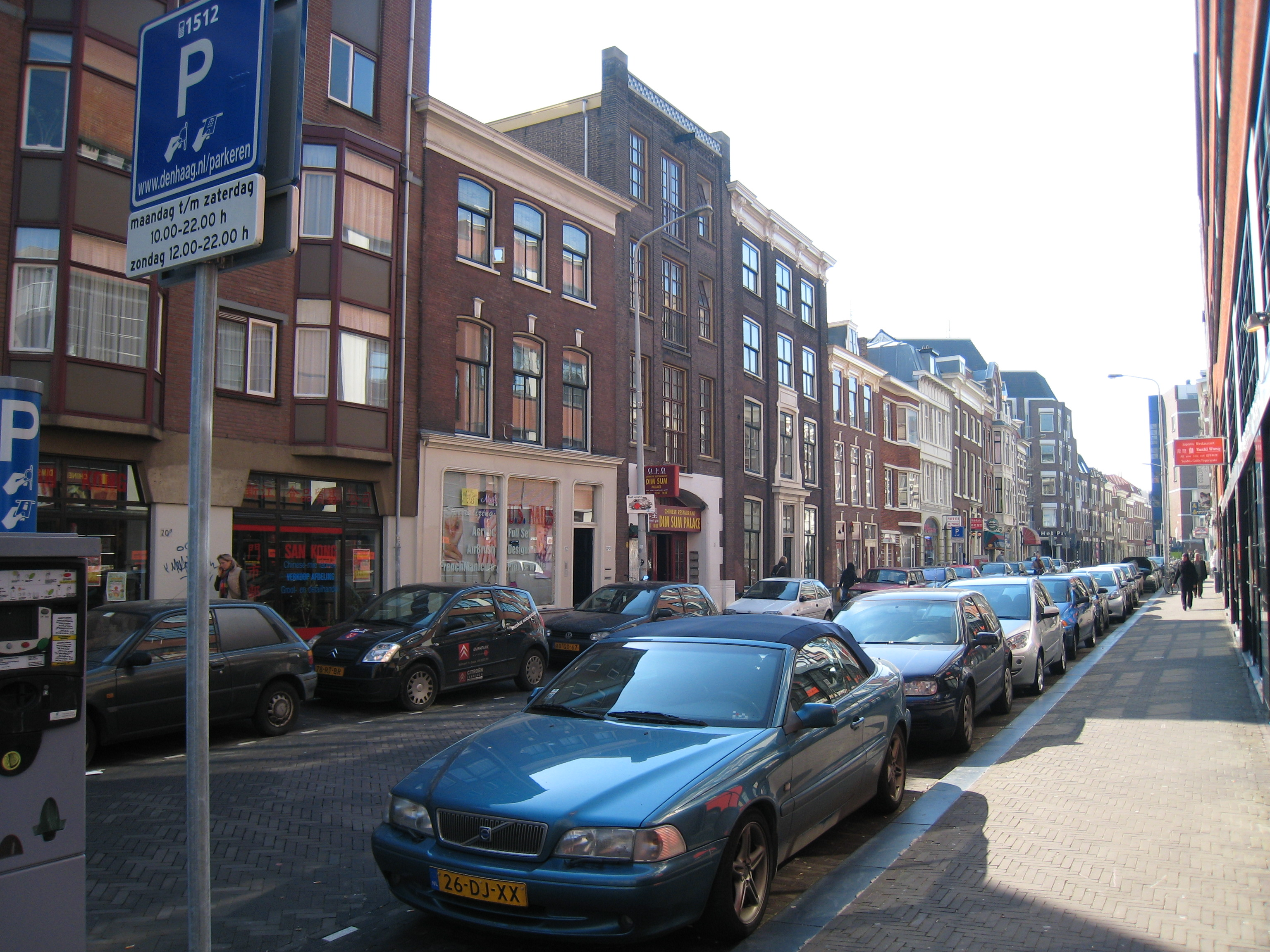
Gedempte Burgwal
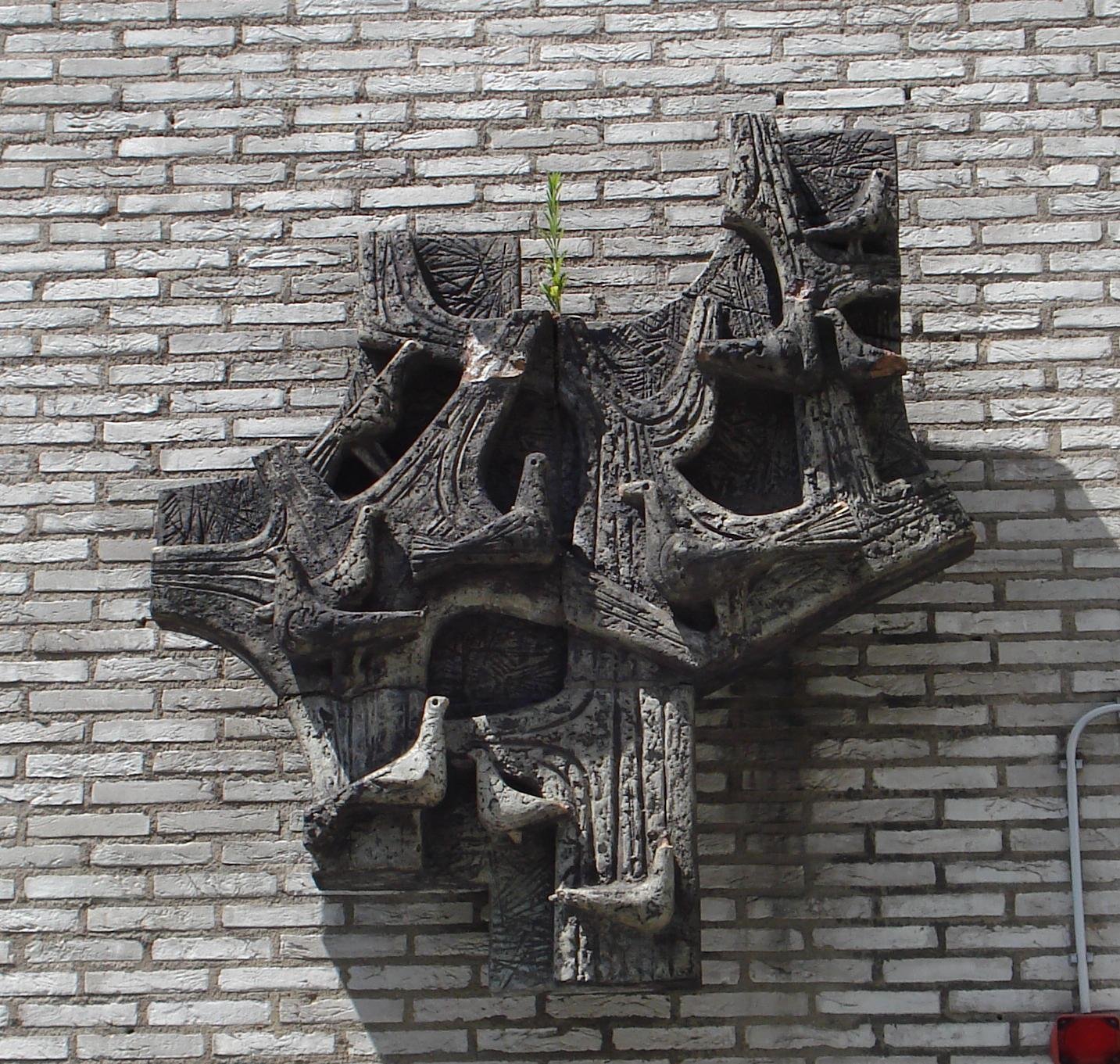
Kunstwerk Gedempte Gracht